# ジョーイア・サンニーティカ
ジョーイア・サンニーティカ（伊: Gioia Sannitica）は、イタリア共和国カンパニア州カゼルタ県にある、人口約3,200人の基礎自治体（コムーネ）。

## 地理

### 位置・広がり

#### 隣接コムーネ
隣接するコムーネは以下の通り。括弧内のBNはベネヴェント県所属を示す。
- アリーフェ
- アルヴィニャーノ
- クザーノ・ムトリ (BN)
- ファイッキオ (BN)
- ルヴィアーノ
- サン・ポティート・サンニーティコ

### 気候分類・地震分類
ジョーイア・サンニーティカにおけるイタリアの気候分類 (it) および度日は、zona D, 1598 GGである。
また、イタリアの地震リスク階級 (it) では、zona 1 (sismicità alta) に分類される。

## 行政

### 分離集落
ジョーイア・サンニーティカには、以下の分離集落（フラツィオーネ）がある。
- Auduni, Calvisi, Carattano, Caselle, Criscia, Curti e località Madonna del Bagno, Tora, Uzzi, Fattori